# Каштан
Ця стаття про біологічний рід каштан (Castanea). У небіологічних джерелах та побуті «каштаном» часто називають представників роду Гіркокаштан (Aesculus), особливо його найпоширенішого в Україні виду гіркокаштан звичайний (Aesculus hippocastanum), також відомого як «каштан кінський».
Кашта́н (Castanea Tourn) — рід листяних дерев родини букових. Є близьким родичем бука та дуба.
Це — дерева, висотою до 60 метрів, або — невисокі кількаметрові чагарники, залежно від виду. Об'єднує вісім близьких між собою видів, поширених у країнах Середземномор'я, Гімалаях, Східній Азії, у Північній Америці, на Кавказі, на Чорноморському узбережжі Кавказу, Закавказзі. У дикому стані трапляється і в різних регіонах України, зокрема — на Закарпатті, також культивується. Саджанці каштана пропонують різні розсадники.
Плодоносити розпочинає з 3—5 року. З ростом урожай збільшується повільно і тільки до 50-річного віку може дійти до 70 кг і більше з одного дерева. Тривалість життя — 100—200 років. Завдяки високому вмісту танінів деревина каштана вирізняється довговічністю і високо цінується як будівельний матеріал. Красива і міцна деревина використовується в столярній справі, зокрема з каштана виготовляють бочки для найдорожчих вин.

## Походження назви
Наукова назва роду була створена за моделлю латинського castanea, яке позначає як дерево, так і плід, воно походить від давньогрецького прикметника καστάνεια, яке є похідним від κάστανον («каштан»), ймовірно, запозиченого з мови Малої Азії (зв'язок між цією індоєвропейською мовою та грецькою, здається, проходить через вірменське kaskeni, що позначає дерево, а kask — плід). Цей етимологічний корінь трапляється в багатьох кельтських, романських, германських і слов'янських мовах: Chestnut англійською, Kastanien німецькою, kasztan польською, castaño іспанською, castagno (рослина) і castagna (плід) італійською, kistinen і kistin бретонською. Відповідні терміни арабською мовою: араб. قسطل (gastal), كستنا (kastanat), كستناء (kastanā), перс. کستانه (kastâne). У перській کستانه (kastâne) (дерево) і в сирійській арабській kastana мають походження від санскритського слова काष्ठ (kāṣṭha), яке позначає дерево загалом або все, що є деревним, що може свідчити про те, що каштан був завезений зі сходу і що каштан був поширеним у регіонах Малої Азії. У давнину вважалося, що kástana може походити від назви місця, подібного до назви села Kάστανα (Кастана) в Магнезії в регіоні Фессалії , але більш імовірно, що ці назви — навпаки — походять від назви каштана, де поширене дерево в цьому регіоні. У зоні середземноморського клімату каштани трапляються рідше саме у Греції, оскільки крейдяний ґрунт не сприяє росту цих дерев. Проте село Кастанія розташоване на одному з відносно небагатьох осадових або кременистих відкладень. Тож каштани ростуть там так багато, що їх присутність могла б визначити назву цієї місцевости. У греко-римській міфології каштан — це останки незайманої німфи Неї, супутниці Богині Діани, яка вважала за краще покінчити з собою, ніж піддатися хтивим поривам Бога Юпітера. П'яний від гніву, Бог перетворив її на Casta Nea (цнотливу Неа), каштанове дерево, чиї колючі плоди символізують несприйняття посягань на цноту . Немає чіткого зв'язку між kastáneia та гіпотетичною галльською або догалльською назвою kassanos «дуб», що дало назву дуб у французькій мові.
Ще інші вважають, що назва походить від грецької назви Σάρδεις γυαλάδα (Sardis glans, сардський жолудь). Сарди були столицею Лідії, Мала Азія, звідки поширився каштан.

## Опис

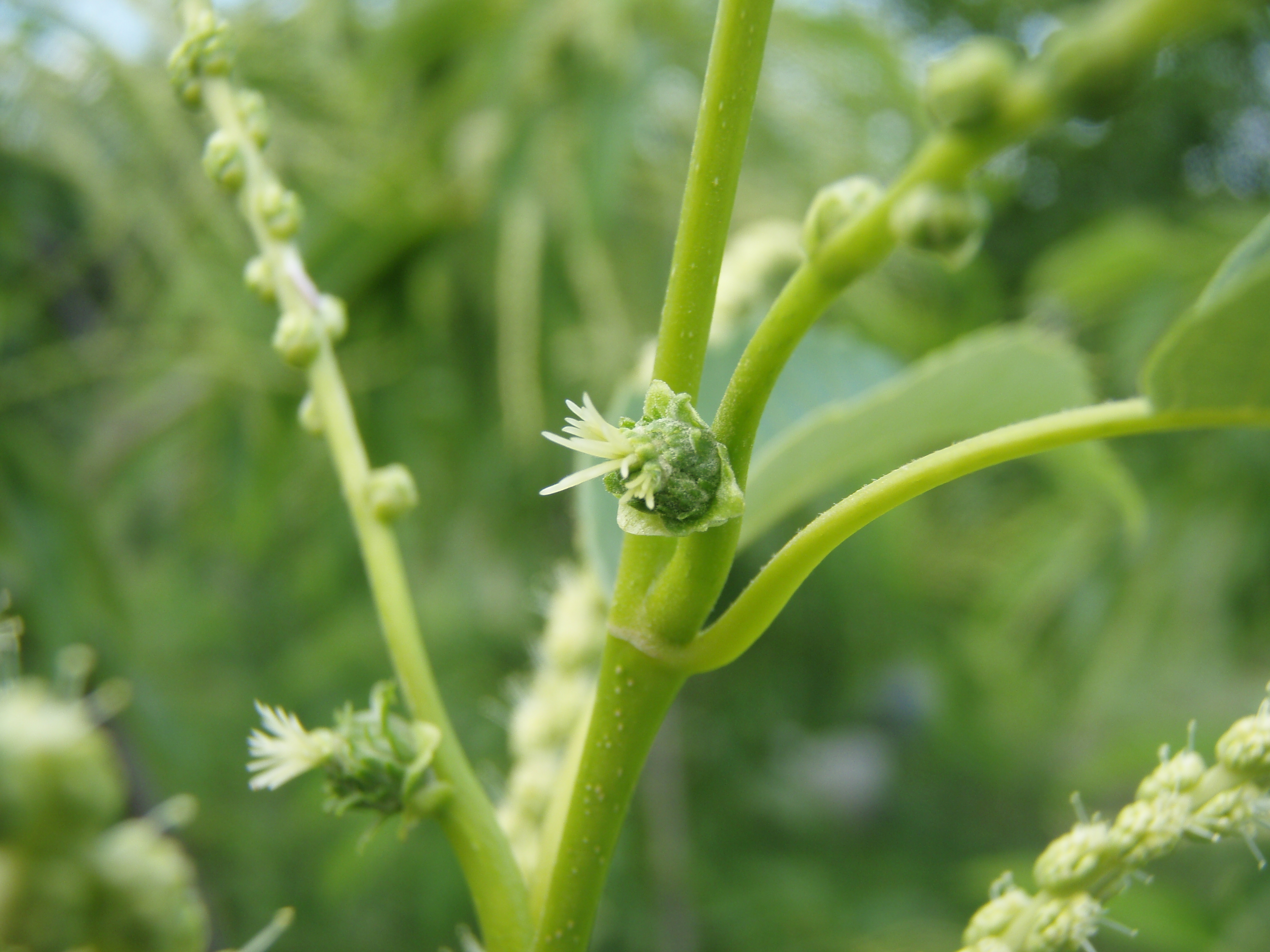
Жіночі квіти каштана

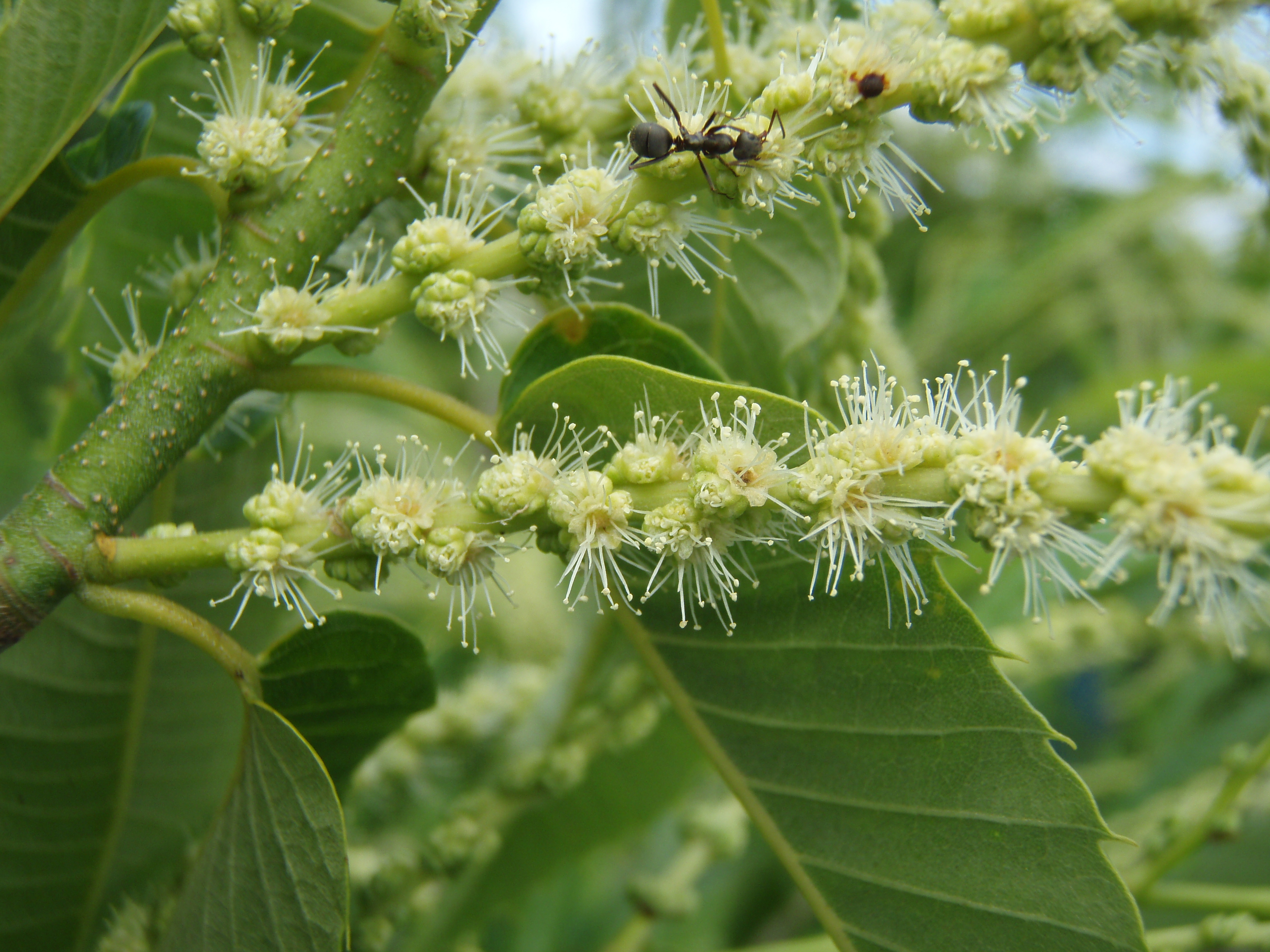
Чоловічі квіти каштана

Гілки простерті, молоді — запушені, червонувато-бурі. Листки широколанцетні, шиловиднозагострені, по краю пилчасто-зубчасті. Суцвіття — вгору спрямовані довгі сережки, що розвиваються після з'явлення листків. Тичинкові квітки з 5–6 роздільною оцвітиною, 10–12 тичинками, рудиментом зав'язі, жовтуваті, зібрані 3-7 квітковими дихазіями, що сидять у пазухах приквітків. Маточкові квітки зеленуваті, здебільшого по три, оточені спільною обгорткою і розміщені або в окремих сережках, або у нижній частині спільних (з маточковими та тичинковими квітками) сережок, оцвітина 5–6-лопатева. Обгортка при плодах шкіряста, шипувата, з одним-трьома горіхами.

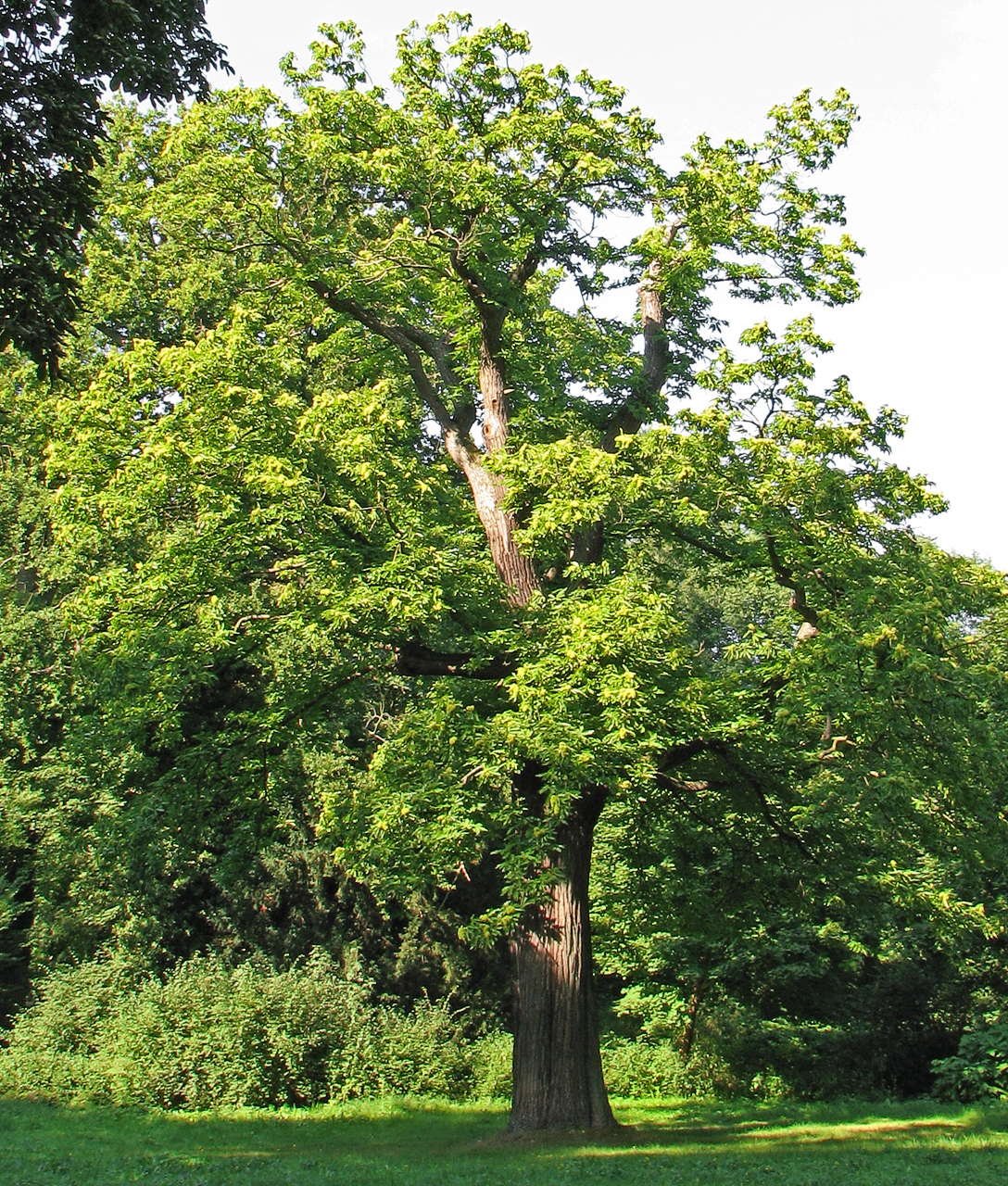
Дерево каштана їстівного

Каштани мають помірну швидкість росту, як от китайський каштан, та бувають швидкорослими (американські та європейські види). Їхня висота у зрілому віці може бути від найменших видів, часто чагарникових, до гіганта колишніх американських лісів, Castanea dentata, який міг мати 60 метрів. Між цими крайніми значеннями японський каштан (Castanea crenata) доростає до 10 метрів. Вищий, ніж він, китайський каштан (Cadtanea mollissima), приблизно — на 15 метрів. Європейський каштан (Castanea sativa) сягає 30 метрів . Європейські та американські види, як правило, ростуть рівними, розвивають широкі, округлі, щільні верховіття в зрілому віці. Кора каштанів у молодому віці гладка, бордового або червоно-коричневого кольору в американського каштана, сірого — у європейського. З віком кора американських видів стає сірою і темнішою, товстою і глибоко бороздчастою. Борозни проходять поздовжньо і закручуються навколо стовбура в міру старіння дерева. Іноді стовбур нагадує великий кабель зі скрученими жилами. 
У Castanea sativa чоловічі сережки блідо-червоні, жіночі — зелені. Листки прості, яйцеподібні або ланцетні, 10-30 см завдовжки і 4-10 см завширшки, з гострозагостреними, широко розташованими зубцями, з неглибокими округлими виїмками між ними. Квіти появляються після розпускання листя, з'являються наприкінці весни або на початку літа або в липні. Суцвіття розташовані в довгих сережках, чоловічі і жіночі сережки має кожне дерево. Чоловічі квітки дозрівають першими. Кожна квітка має вісім тичинок (10—12 у Castanea mollissima). Зрілий пилок має насичений солодкий запах . Дві або три квітки разом утворюють чотирилопатеву колючу плюску, яка зростається, утворюючи коричневу оболонку, або лушпайку, що покриває плоди.

Для запилення каштанів потрібні два дерева. Всі види Castanea легко гібридизуються між собою. Плід міститься в колючій (дуже гострій) чашці діаметром 5–11 см, часто парні або скупчені на гілці і містять від одного до семи горіхів відповідно до різних видів, різновидів і сортів. Приблизно в той час, коли плоди достигають, чашечки стають жовто-коричневими і розриваються на дві або чотири частини. Вони можуть залишатися на дереві довше, ніж утримують плоди, але частіше досягають повного розкриття і випускають плоди лише після падіння на землю. Плід каштана має загострений кінець із невеликим чубчиком на кінчику, а на іншому кінці — гілум, блідо-коричневий рубець прикріплення. У багатьох сортів плід сплюснутий з одного або двох боків. Плоди мають тверду, блискучу, коричневу зовнішню оболонку, або — лушпиння (перикарпус). Під ним — більш тонка лушпайка, яка називається оболонкою або епіспермом. Оболонка щільно прилягає до насіння. Плід — зародок із двома сім'ядолями. Плоди каштана можуть не виявляти епігеального спокою. 

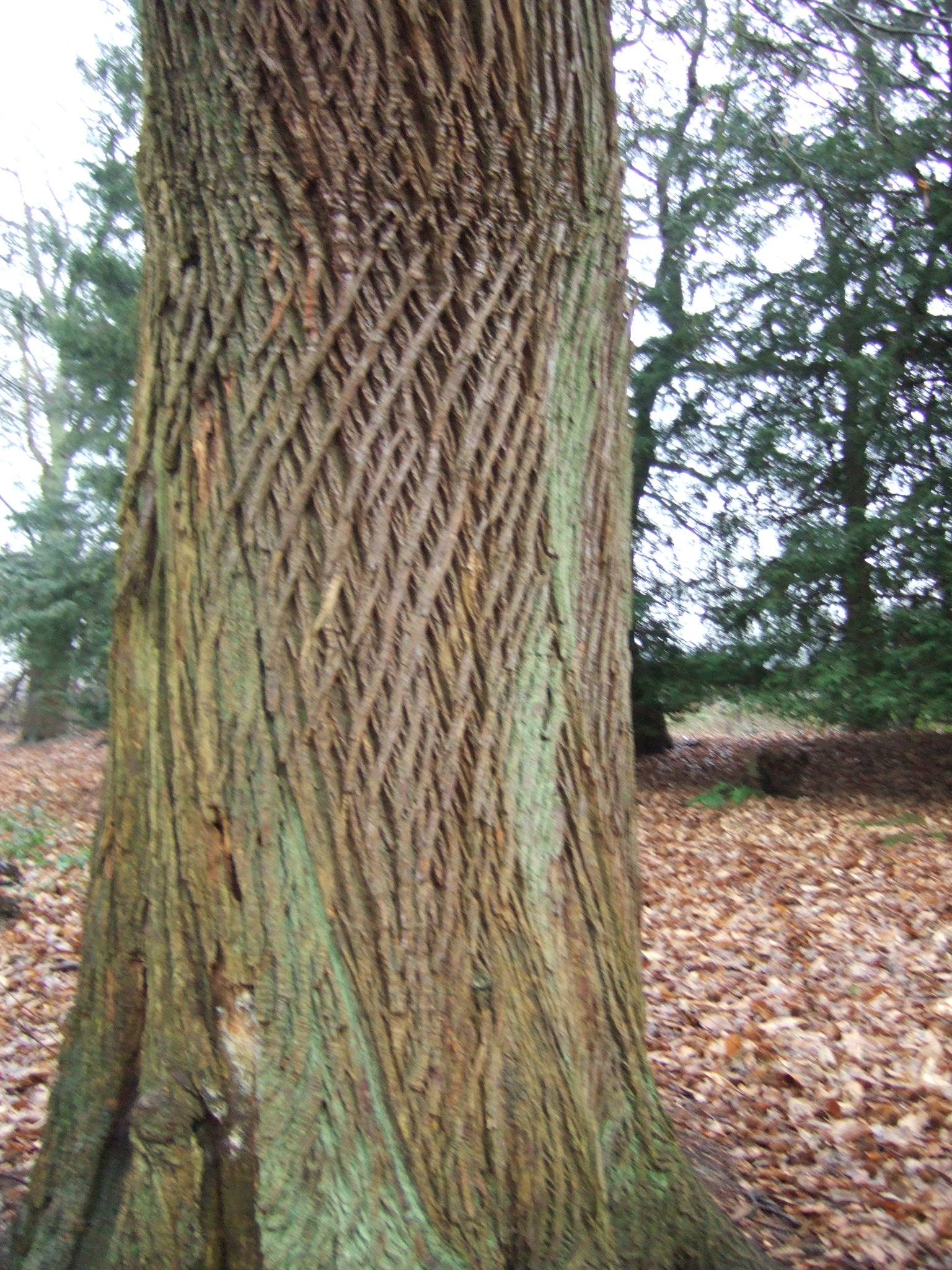
Кора каштана європейського (castanea sativa)

 Вони можуть прорости відразу після падіння на землю восени, причому коріння з'являться зразу, а листя і стебло — наступної весни. Зародок може втратити життєздатність небавом по дозріванню через висихання. Кращі сорти європейських каштанів мають хороший розмір, солодкий смак і внутрішню оболонку, яку легко видалити. Американські каштани, як правило, маленькі, вагою близько 5 грамів, але солодкі на смак, з лушпинням, яке легко видалити. Деякі японські сорти мають дуже великі горіхи (близько 40 грамів), у яких зазвичай важко видалити шкарлупку. Оболонки китайського каштана зазвичай легко видалити, і їх розміри значно відрізняються залежно від сорту, хоча зазвичай менші, ніж у японського каштана.

## Хвороби і шкідники

### Комахи
Майже для всіх видів каштанів найнебезпечнішим є каштанова оса (Dryocosmus kuriphilus), личинки якої у пупликах створюють гали, що може призвести навіть до загибелі дерев. Комаха
з Південно-Східної Азії небезпечна для каштанів Північної Америки і Європи, зокрема європейського каштана, тим, що на цих материках не має природних ворогів. Меншими шкідниками є п'ядун зимовий (Operophtera brumata), деякі довгоносики, листовійки, небажаними на каштанах можуть бути деякі попелиці.

### Хвороби
З Південно-Східної Азії також із японським і китайським каштанами до Америки і Європи потрапили
ооміцет, сапротроф фітофторна коренева гниль і Cryphonectria parasitica, який спричинює «рак каштанів», «каштановий опік». Грибки Cryphonectria parasitica і Phytophthora cinnamomi на початку 1990-х знищили майже всю популяцію каштана американського, а це близько чотирьох мільярдів дерев.

### Ссавці і птахи
Сірі вивірки згризають кору, починаючи з віку каштанів приблизно восьми років і далі протягом усього життя дерева. 
Кролі та валабі можуть завдати великої шкоди молодим деревам, які потребують захисту парканом або обгортанням стовбура відповідним матеріалом. Олені та кенгуру також можуть наробити збитків.
Сірочубатий какаду може пошкодити гілки діаметром до 10 міліметрів.
Розела може шкодити під час збору врожаю. 
Землерийки, миші та інші тварини часто їдять насіння каштана після того, як воно проросте, протягом першого і навіть другого років росту. 

## Харчова цінність
У світі каштан розглядається як хлібне дерево. Вихід борошна з каштанів складає 70 %. Воно виходить високої якості, не поступається пшеничному за смаком і поживністю, хіба відрізняється відсутністю клейковини. Колись плоди каштанів вважались їжею бідняків, але в сучасній Європі вони дуже популярні. Наприклад кожного року на початку листопада у Франції, Італії, Австрії, Іспанії, Швейцарії та інших європейських країнах проводяться каштанові фестивалі. На міських площах розпалюють багаття, над якими у великих пательнях або деках смажать каштани зі свіжого врожаю. Плоди каштана вживають вареними, смаженими і печеними.
Каштани розглядаються, як горіхи. 100 грамів свіжих плодів каштана забезпечують близько 820 кДж (200 ккал) харчової енергії, що набагато менше, ніж волоські горіхи, мигдаль, інші горіхи та сухофрукти (близько 2500 кДж або 600 ккал на 100 г). У деяких місцевостях каштани називають «хлібними деревами». Коли каштани дозрівають, крохмаль перетворюється на цукор, а вміст вологи зменшується. Сирі каштани на 60 % складаються з води та містять 44 грами вуглеводів, 2 грами білка, один грам жиру, що забезпечує 200 калорій у 100 грамах. Каштани містять деякі вітаміни групи B і мікроелементи. Вміст вуглеводів у них такий, як у пшениці та рису. У каштанах міститься вдвічі більше крохмалю, ніж у картоплі. Плоди містять близько 8 % різних цукрів, головним чином — цукрозу, глюкозу, фруктозу та в менших кількостях — стахіозу та рафінозу, які ферментуються в нижніх відділах кишки. Каштани є одними з небагатьох «горіхів», які містять вітамін С, від 48 % добової норми в 100-грамовій порції. Кількість вітаміну C зменшується приблизно на 40 % при нагріванні (зазвичай вітамін зменшується або руйнується під час нагрівання їжі). Свіжі каштани містять близько 52 % води за масою, яка відносно швидко випаровується під час зберігання. Вони можуть втратити до 1 % ваги за один день при 20° C і відносній вологості 70 %.
Якісні каштани мають бути блискучими і важкими. У воді повинні тонути. Зберігати каштани рекомендується в прохолодному місці від 10 до 14 днів. Пізніше вони тьмяніють, сохнуть та стають ламкими.

## Каштани в Україні

Недостиглі плоди каштана

В Україні каштан європейський появився ще в 16 столітті, проте залишається маловідомим. Про їстівні плоди, часто через плутанину з отруйними плодами кінського каштану, українці часто довідуються з літературних творів європейських класиків. В Україні каштан росте в Криму, Прикарпатті та Закарпатті. На старі каштанові дерева можна натрапити на Поділлі, в Одеській області, у Києві, непогано росте каштан їстівний в Чернігівській області, досягаючи в 15-річному віці 3,5 м заввишки, плодоносить. Найбільші врожаї збирають закарпатці. Помірно-континентальний клімат области сприятливий зокрема і для каштану їстівного. Щороку з жовтня по листопад прилавки базарів Закарпаття переповнені свіжими плодами. Тут цей наїдок називають ґестині (від угор. gesztenye — «каштан»). Збирають плоди каштана в гористих лісах, що на висоті 200—500 метрів над рівнем моря. В дикій природі найчастіше каштан росте в лісосмугах південної та північної частини Закарпаття: Берегівський, Виноградівський, Хустський, Іршавський, Ужгородський, Великоберезнянський, Воловецький райони.
Непогано приживається дерево й на садових ділянках. Каштанове дерево, крім того, що дає їстівні плоди, є чудовим медоносом. Бджоли збирають з чоловічих квіток пилок, а з жіночих — багато нектару. Бджолині сім'ї можуть зібрати за день до 6 кілограмів меду, а медова продуктивність рослини досягає 250 кілограмів з гектара. Багате на дубильні речовини, має цінну деревину, з якої роблять бочки для вина та використовують як будівельний та столярний ліс.
Каштан їстівний — довгожитель, може прожити не одну сотню років. Молоде дерево швидко росте, гарно розвивається. Старіюче можна підтримувати обрізанням другорядних гілок на одну третину їхньої довжини. Це дерево теплого клімату, однак, де ртутний стовпчик градусника взимку не опускається нижче -15° C, воно добре росте, плодоносить. Акліматизовані сорти їстівних каштанів здатні витримувати температуру до -40° C.
Вивчення інтродукції і акліматизації каштанів в Україні має вікову давність. Колись висіяні й вирощені каштани в нинішній період розселяються за допомогою тварин, самосівом і входять до складу місцевої флори. Ще у радянський час у Мукачівському районі нараховувалось 180 дерев, які плодоносили у віці 300—400 років, досягали 24 метри висоти і до 2 метрів у промірі. Інтерес становить і досвід розведення каштана їстівного в посушливих степових умовах. У 20-річному віці дерева каштана досягали висоти 5 метрів і проміру стовбура 17 сантиметрів. Вони рясно плодоносять, плоди достигають в кінці вересня. Цей дослід показує повну можливість вирощування їстівного каштана в степових умовах України. Дослідження інтродукції каштана їстівного проводились в Донецькій області на Маріупольській лісовій дослідній станції Волноваського району. Дерева каштана в 10-річному віці досягали 4—5 м висоти, плодоносили, маса окремих плодів 3—4 грами. У суворі зими підмерзають.
Українські розсадники пропонують саджанці різних видів і сортів каштана, в тому числі — гібридних. При вирощуванні поблизу різних видів каштана, вони між собою легко перехресно запилюються, утворюючи гібриди.

## Історія і сьогодення
На острові Сицилія росте найстаріше каштанове дерево у світі — «Каштан сотні коней». За різними твердженнями, дерево має від двох до чотирьох тисяч років. Каштан на теренах Євразії був основним продуктом харчування в південній Європі, Туреччині, південно-західній і східній Азії протягом тисячоліть, замінюючи зернові там, де вони погано ростуть, або не ростуть зовсім, як-от гірські райони Середземномор'я. Здайдено докази його вирощування людиною приблизно з 2000 року до нашої ери. Римляни висаджували каштани по всій Європі під час своїх походів. Завдяки своїм запасам каштанів, виживали солдати під час воєн. Стародавні греки, такі як Діоскорид і Гален, писали про лікувальні властивості каштанів, застерігали про метеоризм, викликаний споживанням їх у великій кількості. Для ранніх християн каштани символізували цнотливість. До появи картоплі цілі лісові громади, які мали обмежений доступ до пшеничного борошна, використовували каштани як основне джерело вуглеводів. У деяких частинах Італії пиріг з каштанів використовують як замінник картоплі. У 1583 році Шарль Естьєн і Жан Лібо писали, що «безмежна кількість людей харчується лише каштанами». У 1802 році один італійський агроном сказав про Тоскану, що «плоди каштанового дерева є єдиним джерелом харчування для наших горян, годує населення протягом півроку, повністю замінюючи злаки». 
У Британії межові записи, складені за часів правління короля Іоанна Безземельного, вже показували Тортвортський каштан у Південному Глостерширі як орієнтир. Він також був відомий під тією ж назвою «Великий каштан Тортворта» за часів Стефана Блауаського. У 1720 році на висоті 1,5 м над землею це дерево досягало понад 15 метрів в окружності. Каштан сотні коней в каштанових лісах на вулкані Етна є найстарішим з нині існуючих каштанових дерев. Особливо поширені каштани в Середземномор'ї.
У 1584 році губернатор Генуї наказав усім фермерам і землевласникам крім оливкових, фіґових та шовковичних дерев висаджувати каштани. Багато громад завдячують своїм походженням і колишнім багатством каштановим лісам. У Франції на Різдво та Новий рік завжди подають зацукровані каштани. У Модені, в Італії, їх замочують у вині перед смаженням і подачею, а також традиційно їдять у День Святого Симона в Тоскані. Смажені каштани часто подають із традиційним вином. У Португалії в День святого Мартіна традиційно їдять смажені каштани.
Їхня популярність впала протягом останніх кількох століть, частково через репутацію «їжі для бідних». Основним регіоном в Італії з вирощування каштана є регіон Муджелло. У 1996 році Європейське співтовариство надало солодкому каштану Муджелло статус захищеного географічного зазначення.
 Він помітно солодкий, легко відшаровується, не має надто борошнистого чи терпкого смаку, має присмак ванілі, лісового горіха, свіжого хліба. Не має неприємного аромату, наприклад, дріжджів, плісняви чи паперу, які іноді виникають у інших каштанів. На португальському архіпелазі Мадейра каштановий лікер є традиційним напоєм, і він набуває популярности.
Золота лихоманка в Австралії, Новій Зеландії протягом 1850-1860-х призвела до перших зареєстрованих посадок європейських каштанових дерев, привезених з Європи поселенцями. Протягом багатьох років більшість каштанових насаджень становив вид Castanea sativa, який є домінуючим понині. Деякі дерева на півночі Вікторії мають вік близько 120 років і висоту до 60 метрів. Каштани добре ростуть на південному заході Західної Австралії, де холодна зима та тепле або жарке літо. Станом на 2008 рік у країні було майже 350 виробників, які щорічно збирають близько 1200 тонн каштанів, з яких 80 % походять із північно-східної частини штату Вікторія. Продукція здебільшого продається на внутрішньому ринку у вигляді свіжих плодів. Каштани поступово набирають популярність в Австралії. У наступні 10 років очікується значне зростання виробництва завдяки збільшенню комерційних насаджень протягом останніх 15—25 років. Безперечно, найпоширенішим видом в Австралії є європейський каштан, але була висаджена невелика кількість інших видів, а також деяких гібридів. Японський каштан (Castanea crenata) добре розвивається у тутешньому кліматі при вологому та спекотному літі. Він був завезений до Нової Зеландії на початку 1900-х років, поширений у верхній частині Північного острова.
Каштани, які завжди були частиною новорічного меню в Японії, символізують як успіх, так і важкі часи, майстерність і силу. Японський каштан (курі) вирощувався скоріше, ніж рис, а китайський каштан (Castanea mollissima), можливо, — протягом 2000-6000 років. Під час британського колоніального правління в середині 1700-х років до 1947 року каштан європейський, (Castanea sativa) був поширений у помірних частинах Індійського субконтиненту, головним чином — у нижніх і середніх Гімалаях. Вони часто трапляються на заснованих Великобританією гірських станціях на півночі Індії та меншою мірою — в Бутані та Непалі. Каштани в основному використовуються як декоративні дерева та ростуть майже в усіх заснованих Великобританією ботанічних садах та офіційних урядових комплексах, офіційних резиденціях у помірних частинах Індійського субконтиненту.
У Китаї існує близько 300 сортів каштана. Сорт «Даньдун» японського каштана (Castanea crenata) є основним сортом у провінції Ляонін. У Південній Кореї смажені каштани (ганбам) є популярною зимовою стравою та є символом достатку в ритуалах предків. Смажені каштани оспівуються в народних піснях Кореї. Пісню «Gunbam Taryeong» вивчають у школах, а «Jeongseokga» вілома з періоду Корьо. Конджу, одна з колишніх столиць Пекче, славиться своїми каштанами, де взимку проходить щорічний фестиваль каштанів. У Самгукдзі, книзі, складеній під час династії Цінь проТри королівства, каштани згадуються в описі Махан, колишньої землі Пекче. 
На Філіппінах ендемічний талакатак або філіппінський каштан (Castanopsis philippinensis) не культивується з комерційною метою, хоча його горіхи збирають у дикій природі та споживають на місцевому рівні . Імпортні каштани (відомі як kastanyas, від іспанської castañas) традиційно продаються як вулична їжа на Філіппінах під час різдвяного сезону .
| Виробництво плодів каштанів станом на 2020 | Виробництво плодів каштанів станом на 2020 |
| Країни                                     | (Тисяч тонн)                               |
| ------------------------------------------ | ------------------------------------------ |
| КНР                                        | 1,743.4                                    |
| Іспанія                                    | 188.7                                      |
| Болівія                                    | 80.9                                       |
| Туреччина                                  | 76.0                                       |
| Південна Корея                             | 54.4                                       |
| Італія                                     | 49.7                                       |
| Португалія                                 | 42.2                                       |
| Світовий урожай                            | 2,321.8                                    |
| Дані: FAOSTAT of the United Nations        |                                            |

Народи доколумбової Америки вживали в їжу види американського каштана, головним чином — Castanea dentata, та деякі інші, задовго до появи на континенті каштанового фітофторозу. У деяких місцях, наприклад в горах Аппалачі, одну чверть листяних порід становили каштани. Дорослі дерева часто мали 15-метровий рівний і гладкий стовбур, до півтора метра у промірі. Протягом трьох століть більшість будівель на схід від річки Міссісіпі зводили з нього. Однак американські каштани були майже знищені каштановою фітофторою через поширення грибка з деяких азійських каштанових дерев, висаджених на Лонг-Айленді штат Нью-Йорк. Дані про хворобу були вперше оприлюднені в 1904 році. Протягом 40 років майже чотиримільярдна популяція американських каштанів у Північній Америці була знищена. Лише кілька куп дерев залишилися в Мічигані, Вісконсині, Каліфорнії та на північному заході Тихого океану. Через хворобу деревина американського каштана майже зникла з ринку. Зараз каштани трапляються лише як поодинокі дерева на відкритій ділянці і як живі пеньки з кількома пагонами. Такі дерева все ж спроможні дати життєздатне насіння перед загибеллю, що дозволяє зберегти генетичний матеріал для відновлення популяції, стійкої до фітофторозу. Нині у США попит на горіхи перевищує пропозицію. Країна щорічно імпортує плоди каштанів. Індустрія виробництва каштанів у США перебуває в зародковому стані, виробляючи менше 1 % від загального світового виробництва. Плоди завозяться з Південної Італії, Сицилії, Португалії та Франції, Китаю і Південної Кореї.